# 4-я бригада оперативного назначения (НГУ)
4-я бригада оперативного назначения имени Героя Украины сержанта Сергея Михальчука (укр. 4-та бригада оперативного призначення імені Героя України сержанта Сергія Михальчука; 4 БрОН, в/ч 3018), известная также как Бригада быстрого реагирования НГУ (укр. Бригада швидкого реагування НГУ) — соединение Национальной гвардии Украины прямого подчинения, находящееся в повышенной боевой готовности. В бригаде, созданной по стандартам НАТО, ключевым отличием от других является экспертное обеспечение, высококачественный отбор бойцов и техническое оснащение. Дислоцирована в пгт Гостомель Киевской области.
Бригада является боевой единицей, структура и управление которой позаимствованы у армейских подразделений передовых стран мира. Для тактического планирования применяется американская модель принятия решений.
21 августа 2020 года бригаде присвоено имя Героя Украины сержанта Сергея Михальчука — украинского военнослужащего, участника вооружённого конфликта на Востоке Украины, погибшего в результате артиллерийского обстрела в районе Светлодарской дуги 14 декабря 2019 года.
В рамках рекрутинговой кампании «Гвардия наступления» в 2023 году получила название «Рубеж».

## История
Бригада была создана в рамках экспериментальной программы, в основу её функционирования положена модель принятия решений MDMP (англ. Military decision making process), используемая в военных формированиях США. Модель применяется для тактического планирования, а также подготовки офицеров штаба батальона. 
В феврале — марте 2022 бригада принимала участие в боях за аэропорт Гостомель, в боях в Ирпене и в оборонительном сражении в районе села Мощун. 
С марта по май 2022 бригада обороняла город Рубежное Луганской области. 
В июне принимала участие в боях за Северодонецк.

## Структура
В состав бригады быстрого реагирования входят штурмовые батальоны, танковый батальон и артиллерийский дивизион. Также в бригаде есть подразделение беспилотной авиации, разведки, связи и логистики.
- 1-й батальон оперативного назначения[7]
- 2-й батальон оперативного назначения[источник не указан 1226 дней]
- танковый батальон[8]

## Командование
- полковник Волошин, Александр Николаевич[укр.] (2015—2017)
- полковник Миропольский, Иван Леонидович (2017—2022)
- полковник Илюхин, Артём Игоревич (с 2022)